# Fort Laramie (miasto)
Fort Laramie – miasto w Stanach Zjednoczonych, w stanie Wyoming, w hrabstwie Goshen.